# Asteropsis carinifera
Asteropsis carinifera är en sjöstjärneart som först beskrevs av Jean-Baptiste Lamarck 1816.  Asteropsis carinifera ingår i släktet Asteropsis och familjen Asteropseidae. Inga underarter finns listade i Catalogue of Life.